# Copiapoa ahremephiana
Copiapoa ahremephiana es una especie de planta suculenta perteneciente al género Copiapoa, dentro de la familia Cactaceae. Es endémica del norte de Chile.

## Descripción
Copiapoa ahremephiana es una especie de cactus que crece en grupos, formando cojines de hasta 50 cm de diámetro y 15 cabezas. Los tallos son de color gris blanquecino y miden de 4 a 8 cm de diámetro. Tienen raíces leñosas y alargadas, con la corteza pardusca.
Presentan de 15 a 18 costillas de 0,4 cm de altura y que están ligeramente ensanchadas alrededor de donde se asientan las areolas. Éstas están separadas unas de otras hasta 1 cm, se encuentran ligeramente hundidas, y aunque al principio son lanudas y de color gris, con el tiempo se vuelven desnudas. Tienen de 4 a 7 espinas que no se dividen en espinas centrales y radiales. Miden hasta 2,3 cm de largo, son de color amarillo anaranjado cuando son jóvenes y con el tiempo se vuelven de color marrón oscuro.
Las flores son de color amarillo claro y con forma de campana. Tienen amplia apertura y miden 2,2 cm de diámetro.

## Distribución y hábitat
El área de distribución nativa de esta especie es el norte de Chile (concretamente el oeste y suroeste de Antofagasta) y crece principalmente en biomas desérticos o de matorrales secos. 
Crece en zonas desnudas donde es prácticamente la única vegetación perenne del lugar,  a 1 o 2 km de la línea de costa. 

## Taxonomía
Copiapoa ahremephiana fue descrita por los botánicos británicos Nigel Paul Taylor y Graham Charles George Argent, y publicada por primera vez en la revista científica Cactaceae Systematics Initiatives 13: 15 en el año 2002.
Etimología
- Copiapoa: nombre genérico que hace referencia a la ciudad chilena de Copiapó, ubicada en el desierto de Atacama, lugar donde se encuentran la mayoría de las especies de este género.
- ahremephiana: epíteto específico otorgado en honor al fotógrafo y coleccionista de cactus inglés Roger M. Ferryman.[3]

## Estado de conservación
Es una especie relicta en riesgo de extinción porque las únicas plantas que sobreviven en el suelo pedregoso son ejemplares agrupados, muy antiguos, (a menudo de varios cientos de años), sin ninguna plántula o planta más joven. De hecho, las condiciones ambientales son tan duras que ninguna plántula puede sobrevivir y renovar la población.

## Usos
Se cultiva principalmente como planta ornamental y su propagación se realiza a través de esquejes o semillas.